# Bahadır I Giray
Bahadır I Giray (Bahadur I Giray 1602-1641) fou kan de Crimea (1637-1641). Era fill de Selâmet Giray i fou nomenat per la Porta al lloc d'İnayet Giray.
Va nomenar khalgay al seu germà gran Islam Girai i al seu germà petit Safa Girai com a nureddin. Va comunicar la seva accessió a l'emperador, al rei de Polònia i al tsar de Rússia. El nou regnat fou marcat com altres vegades per un atac a les províncies del sud de Rússia. Després va sotmetre a la tribu Mansur dels nogais (1638).
El 1639 va enviar al seu germà petit Krim Giray, conegut com el Petit Sultà, amb un contingent de tropes, per ajudar els turcs en la campanya de Bagdad; després, a l'hivern del 1639-1640, el va enviar a saquejar Polònia; l'exèrcit va creuar el Dnièster glaçat però a mig riu el gel es va trencar i molts soldats es van ofegar i els polonesos van atacar la resta.
El 1641 els otomans van enviar un cos de 20.000 geníssers per recuperar Azov i es va ordenar a 50.000 tàtars de Crimea (manats pel mateix kan) i 10.000 circassians d'unir-se a l'expedició a les muralles de la ciutat. Els cosacs, que comptaven amb 800 dones soldat, van resistir els atacs, i els otomans van ser afectats per manca de provisions i per la pesta i una part de la flota es van enfonsar als esculls de la boca del Don; la resta dels assetjants finalment van abandonar Azov i van retornar a casa després de perdre milers de soldats turcs, valacs, moldaus, tàtars i circassians.
A l'inici del 1642 (en altres fonts al final del 1641), a la tornada del setge d'Azov, va morir Bahadır I Giray. Va deixar escrites diverses obres poètiques. El va succeir el seu germà Mehmed IV Giray.